# Kereklevelű kapotnyak
A kereklevelű kapotnyak (Asarum europaeum) a farkasalmafélék (Aristolochiaceae) családjába tartozó, örökzöld évelő növény.

## Alfajai
- Asarum europaeum subsp. caucasicum (Duch.) Soó, 1966
- Asarum europaeum subsp. europaeum
- Asarum europaeum subsp. italicum Kukkonen & Uotila, 1977

## Életmódja, élőhelye
Nedvesebb, hűvös, árnyas erdők aljnövényzetében nő. Március–májusban virágzik. A Mátrában és a Bükk-vidéken megtalálhatóak állományai.

## Jellemzése
A gyöktörzse a talajban nő, a föld fölé csak könnyen felismerhető, jellegzetes, vese alakú, fényes levelei emelkednek. Szétdörzsölve a szár és a levélzet is borsillatú.
Ugyancsak jellegzetes, illatos, bíbor-barna virága nem feltűnő: körülbelül 15 mm-es; földre hajló. A pártacimpák háromszög alakúak, hegyesek.

### Virágdiagram

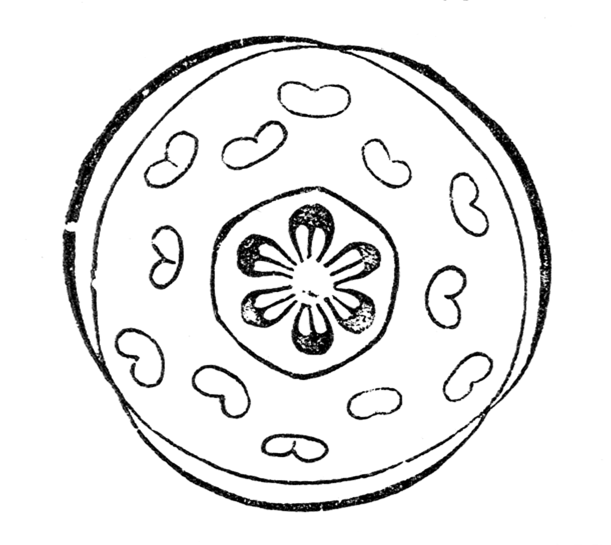
Kapotnyak (Asarum europaeum) virágdiagramja.

## Felhasználása
A középkorban gyökér- és hajtásdrogját vízhajtónak, fejfájás ellen, reuma gyógyítására és hánytatásra használták. Alkalmazása azonban súlyos következményekkel is járt: vesegyulladást, sőt halált is okozott. Ezért ma már kizárólag gyógyszergyári készítmények alapanyaga.
Fogyasztása tilos, szerepel az OGYÉI tiltólistáján is.
Leveleit előszeretettel kötik a hóvirág csokrokhoz.
Gyöktörzséből tüsszentőport (havasi burnót, havasi tabak) készítenek.